# Benita Asas
Benita Asas Manterola (Sant Sebastià, 4 de març de 1873 - Bilbao, 21 d'abril de 1968) va ser una mestra i feminista espanyola, activista per al sufragi femení, editora de premsa, que va desenvolupar la major part de la seva vida professional i política a Madrid.

## Biografia
Benita Asas Manterola va estudiar Magisteri a Valladolid com a alumna lliure, i obtingué excel·lent com a qualificació final a l'octubre de 1897. Com a mestra, primer va estar destinada a Bilbao fins al 1902, data en què es va traslladar a les escoles públiques de Vallehermoso, a Madrid.
En 1910 es va publicar el seu manual titulat Dios y el Universo. Libro de lectura instructiva para niños y niñas; va rebre l'«imprimatur» del Bisbe de Madrid-Alcalá el 1911 i el 1916, després de la seva sol·licitud, va ser inclòs com a llibre de text escolar. Plantejat gairebé com un assaig, s'hi anima els dos joves protagonistes a pensar pel seu compte i a rebutjar els convencionalismes; amb la publicació d'aquesta obra s'erigia en una de les figures més sòlides de la intel·lectualitat del País Basc.
El 15 d'octubre de 1913 va fundar, al costat de Pilar Fernández Selfa, el periòdic El Pensamiento Femenino, que va dirigir entre 1913 i 1916, un diari feminista que es marcava com a objectiu millorar la vida de les dones en els àmbits social, polític i econòmic, i defensava el sufragi femení. Un cop desapareguda aquesta publicació, Benita Asas va continuar contribuint amb els seus escrits a La Voz de la Mujer, fundat per Celsia Regis.
De la seva activitat social cal destacar la seva participació en el grup de dones que va crear l'octubre del 1918, la Asociación Nacional de Mujeres Españolas (ANME), l'organització feminista més important d'Espanya. En va ser Presidenta des de 1924 fins a 1932. L'associació, que tenia com a òrgan d'expressió Mundo Femenino (1921-1936), es proposà, entre altres iniciatives, la reforma del Codi civil, la lluita per l'ensenyament de les nenes, l'exigència de suport econòmic per a publicacions literàries i assagístiques escrites per dones, la igualtat en el món laboral -no només en l'equiparació de salaris sinó també en el lliure accés de les dones a les professions liberals i als càrrecs públics, que li estaven privats.
El 1929 Benita Asas va assistir, com a delegada de la Lliga Femenina Espanyola, a l'Assemblea convocada per la Societat de Nacions a Ginebra, on va proposar la convocatòria d'un congrés mundial de dones com un dels instruments per a evitar conflictes bèl·lics com la Primera Guerra Mundial.
Durant la Segona República (1931-1939), amb motiu de la redacció de la nova constitució, Asas va ser encarregada de presentar a les Corts un Memoràndum sobre el dret de la dona al vot davant de la Comissió constitucional, document que subscrigueren l'Agrupació Republicana Femenina, la Asociación Nacional de Mujeres Españolas, la Juventud Universitaria Femenina (JUF) i l'Associació Nacional de Dones Metges d'Espanya, en suport de Clara Campoamor.

## Procés i inhabilitació
Va romandre activa a Madrid durant tota la guerra civil. Conclosa la contesa, va sol·licitar el reingrés en la docència el 12 d'abril de 1939. Sengles informes emesos l'1 de maig i el 7 de 1940 dictaminaven que Benita Asas «seguia amb interès el moviment sufragista femení sense tenir prou preparació...» i que «...en època remota va ser d'idees catòliques, però amb anterioritat al Moviment era esquerranista...»
I així, el 21 de novembre de 1940, la Comissió Superior Dictaminadora d'Expedients de Depuració va declarar la pèrdua dels havers que no hagués percebut i inhabilitació per a exercir la seva professió o accedir a càrrecs directius i de confiança. No ha quedat notícia de publicacions o activitat política posteriors a la seva inhabilitació a l'edat de 66 anys, fins a la seva mort, ja nonagenària, el 21 d'abril de 1968 a Bilbao.

## Llegat i memòria
La Universitat de Deusto, dins del seu Pla d'Igualtat, concedeix el Premi Benita Asas, finançat pel Banc Sabadell Guipuzcoano, l'objectiu principal del qual és reconèixer els estudiants de grau, màster i doctorat «com a promotors de la inclusió de la perspectiva de gènere en la recerca».
A la seva ciutat d'origen, Sant Sebastià, hi ha una plaça amb el seu nom en homenatge a la seva labor en el barri de Egia.
A Bilbao rep el seu nom un carrer del barri de San Ignacio, reemplaçant el d'Eusebio García Alonso des de març de 2017 gràcies a la Llei de Memòria Històrica.
En la dècada de 1990, l'Ajuntament de Guadalajara li va dedicar un dels carrers en un nou barri d'aquesta capital íntegrament dedicats a dones espanyoles.